# Schjetman-Riff
Das Schjetman-Riff ist eine Insel, die mehrmals im Pazifischen Ozean gesichtet wurde, deren Existenz aber als unwahrscheinlich gilt (Phantominsel).
Die erste Sichtung erfolgte am 19. Oktober 1868 durch Kapitän Ole Andreas Schjetman vom norwegischen Schiff Anna unter 16° 8' N und 178° 58' W. Er berichtete, die Insel sei ca. 3 km lang und ca. 1 km breit. Spätere Versuche, die Insel wiederzufinden, scheiterten meist. 1990 meldete ein Segler aus Hawaii eine Sichtung, die 2006 bei einer Expedition nicht wiederholt werden konnte.